# Verbindung (Recht)
Die Verbindung ist im Sachenrecht eine Form des gesetzlichen Eigentumserwerbs. Im Rechtssinne der §§ 946 f., § 951 BGB bedeutet eine Verbindung, dass bisher getrennte, rechtlich selbständige Sachen wesentliche Bestandteile einer einheitlichen Sache werden.

## Geschichte
Im römischen Recht war die Verbindung die accessio. Unterschieden wurden Verbindungsgründe durch Naturereignisse (accessio naturalis), menschliches Eingreifen (accessio artificialis) und die Kombination beider (accessio mixta). Die gaianischen Institutionen beziehen Rechtsfragen zur Verbindung auf das Bauwesen (inaedificatio), Pflanzen (implantatio), Säen (satio), Schreiben (scriptura) und Malen (pictura). Bei der Verbindung beweglicher Sachen zu einer einheitlichen Sache wurde der Eigentümer der Hauptsache Eigentümer der Gesamtsache (accessio cedit principali), dies weil die Nebensache der Hauptsache folgte. Die bisherigen Eigentümer der Nebensachen verloren ihr Eigentum. Die Vermischung war die confusio und die Vermengung die commixtio.
Das Allgemeine Preußische Landrecht (1794) sah vor, dass derjenige, der fremde Sachen ohne Wissen und Wollen des Eigentümers mit seiner Sache verbindet, vermengt oder vermischt, auf seine Kosten wieder trennen musste (I 11, § 298 APL). Der französische Code civil übernahm das römisch-rechtliche Institut der „Verbindung“ als das Recht auf accessoirement, sei es durch künstliche oder natürliche Herbeiführung (Art. 546 CC). Ebenso verfährt das österreichische ABGB (§ 415 ABGB). Das  BGB unterscheidet die „Verbindung“ zwischen beweglichen Sachen und Grundstücken sowie die Verbindung zwischen beweglichen Sachen untereinander. Das schweizerische ZGB fußt auf römisch-rechtliche Grundlagen.
August von Bechmann unterschied bereits 1867 die Verbindung von unbeweglichen mit unbeweglichen, beweglichen mit unbeweglichen und beweglichen mit beweglichen Sachen. Das BGB hat die beiden letzten Varianten übernommen. Die erste Variante verbindet mehrere – und demselben Eigentümer gehörende – Grundstücke zu einem einheitlichen Grundstück im Wege der Vereinigung oder Zuschreibung (§ 890 BGB). Werden bewegliche Sachen mit Grundstücken verbunden (Errichtung eines Gebäudes, Einbau des Dachstuhls im Gebäude), so verlieren die Eigentümer der beweglichen Sachen gemäß § 946 BGB zwingend – auch gegen ihren Willen – ihr Eigentum (auch bei Lieferung gegen Eigentumsvorbehalt oder bei Sicherungseigentum). Die Verbindung beweglicher Sachen miteinander führt entweder zum Miteigentum oder, wenn eine der Sachen als die Hauptsache anzusehen ist, erwirbt ihr Eigentümer das Alleineigentum (§ 947 BGB).

## Heutige Bedeutung
Die Verbindung führt zum Eigentumserwerb kraft Gesetzes. Sie ist Realakt, weshalb es auf die Geschäftsfähigkeit des Handelnden nicht ankommt. Die Verbindung der bisher selbständigen Sachen muss so eng sein, dass sie zwingend wesentlicher Bestandteil einer neuen Hauptsache werden. Von einer Hauptsache gemäß § 947 Abs. 2 BGB kann nach der Verkehrsauffassung nur gesprochen werden, wenn die übrigen Bestandteile fehlen könnten, ohne dass das Wesen der Sache dadurch beeinträchtigt wird.
Die Sachen verlieren durch Verbindung ihre bisherige Selbständigkeit. Dabei genügt eine lose Verbindung, wenn die Bestandteile im Rechtsverkehr als eine einzige Sache angesehen werden. Liegt keine Verarbeitung vor, so tritt als Rechtsfolge der Verbindung beweglicher Sachen miteinander entweder Miteigentum der bisherigen Eigentümer oder Alleineigentum desjenigen ein, dessen Sache als Hauptsache anzusehen ist (§ 947 BGB). Das an den bisher selbständigen Sachen bestehende Eigentum erlischt ebenso wie die an ihnen bestehenden Rechte (§ 949 BGB; etwa der Eigentumsvorbehalt des Lieferanten oder das Sicherungseigentum des Sicherungsnehmers). Das Gebäude wird durch Verbindung mit dem Grundstück zu dessen wesentlichem Bestandteil (§ 94 Abs. 1 BGB), die zur Errichtung des Gebäudes verwendeten Bauteile wiederum werden als wesentliche Bestandteile des Gebäudes (§ 94 Abs. 2 BGB) auch zu wesentlichen Bestandteilen des Grundstücks.
Eine neue Sache entsteht durch Verbindung, wenn die hergestellte Sache eine neue Bezeichnung, eine erhebliche Form- oder Wesensveränderung oder eine völlig andere oder weitergehende wirtschaftliche Funktion erhält. Ist in der Verbindung oder Vermischung auch eine Verarbeitung zu sehen, gehen die Verarbeitungsvorschriften vor, während die Verbindung mit einem Grundstück (§ 946 BGB) der Verarbeitung vorgeht.
Geht das Eigentum durch Verbindung unter, so erhalten die betroffenen Eigentümer gemäß § 951 Abs. 1 BGB einen Ersatzanspruch aus ungerechtfertigter Bereicherung gegen den neuen Alleineigentümer (§ 812 BGB).

## International
Zuwachs heißt in Österreich nach § 404 ABGB alles, was aus einer Sache entsteht oder neu zu derselben kommt, ohne dass es dem Eigentümer von jemand Anderen übergeben worden ist. Der Zuwachs wird durch Natur, durch Kunst oder durch beide zugleich bewirkt. Der Verbindende erhält nach § 414 ABGB noch keinen Anspruch auf das fremde Eigentum, sondern muss nach Möglichkeit die Sachen in ihren vorigen Stand zurückbringen (§ 415 ABGB). Ist die Zurücksetzung in den vorigen Stand oder die Absonderung nicht möglich, so wird die Sache zum Miteigentum. Gebäude fallen dem Grundstückseigentümer zu (§§ 418, 419 ABGB).
In der Schweiz wird Zubehör („Zugehör“) gemäß Art. 644 ZGB durch Verbindung, Anpassung oder auf andere Weise in die Beziehung zur Hauptsache gebracht, in der es ihr zu dienen hat. Werden bewegliche Sachen verschiedener Eigentümer so miteinander vermischt oder verbunden, dass sie ohne wesentliche Beschädigung oder unverhältnismäßige Arbeit und Auslagen nicht mehr getrennt werden können, so entsteht für die Beteiligten Miteigentum an der neuen Sache, und zwar nach dem Wert, den die einzelnen Teile zur Zeit der Verbindung haben (Art. 727 ZGB). Wird eine bewegliche Sache mit einer anderen derart vermischt oder verbunden, dass sie als deren nebensächlicher Bestandteil erscheint, so gehört die ganze Sache dem Eigentümer des Hauptbestandteiles.
In Frankreich gilt die Grundnorm des Art. 546 CC. Art. 547 ff. CC unterscheiden zwischen der „Verbindung“ durch Produktion (accession), durch Fruchtziehung, fruits und durch Inkorporation. Bei letzterer gehört gemäß Art. 551 CC alles, was sich mit der Sache vereinigt und sich ihr einverleibt, dem Eigentümer.